# قدیس یغیشه
قدیس یغیشه، ئیلیشای، یهی‌شه، الیشه یا ئیلیشه (به ارمنی: Եղիշե) بر اساس سنت‌های محلی نخستین پاتریارک کلیسای آلبانیای قفقازی بود.

## افسانه

### زندگی
افسانه قدیس یغیشه اولین بار در اثر آرمنیک کلاسیک تاریخ آلبانی‌های قفقازی ذکر شده است، یغیشه به عنوان روشن‌کننده آلبانی شناخته می‌شد. افسانه مربوط به یغیشه دو نسخه دارد. در یک نسخه، او به عنوان یکی از پنج شاگرد قدیس تداوس معرفی شده است. طبق این نسخه، او پس از کشته شدن تداوس به دست ساناتروک به اورشلیم بازگشت و توسط یعقوب عادل به عنوان سرپرست کلیسا منصوب شد. با این حال، نسخه دیگری که در زمینه مناظره‌ای با کاتولیکوس ارمنی ابراهیم اول (۶۰۷–۶۱۵) ذکر شده، یغیشه را به عنوان «شاگرد پروردگار» معرفی می‌کند بدون اشاره به تداوس و یعقوب را «پاتریارک اورشلیم» می‌داند.
نسخه پیشین داستان، سفر رسول را از اورشلیم به سرزمین‌های ماسطود از طریق پارس ثبت می‌کند که به همراه سه شاگرد به ساهارن در اوتیک رسیدند. افسانه ادامه می‌یابد و به کشته شدن یکی از شاگردان و فرار دو نفر دیگر منجر می‌شود. در اینجا افسانه باز هم ادامه می‌یابد که در آن یغیشه به کیش می‌رسید و نخستین کلیسای مادر در شرق را تأسیس می‌کند. یغیشه بعدها در دشت‌های زرگُین مورد حمله قرار گرفت و بقایای او به چاهی در هومِنگ انداخته می‌شود. نسخه دوم فقط حرکت از اورشلیم به کیش و تأسیس یک کلیسا در آنجا را توصیف می‌کند. آلبانی‌ها باور داشتند که آلبانی ۲۷۰ سال قبل از ارمنستان مسیحی شد.

### کشف آثار مقدس
طبق تاریخ آلبانی‌های قفقازی، آثار مقدس او پس از مدتی توسط «مردان پارسا» دوباره کشف شد. آثار مقدس او ابتدا به کلیسای اورِکان منتقل شد، سپس به صومعه جروشتیک که بعدها در دوره سلطنت واچاغان سوم به صومعه یهی‌شه آراکیا تبدیل شد، منتقل گردید.

### تفسیر مجدد
برخی از محققان، از جمله ژان-پیر ماهه و زازا آلکسی‌دزه، نسخه دوم را به عنوان نسخه اصلی افسانه آلبانیایی می‌دانند، در حالی که نسخه اولیه را نسخه‌ای تدریجی از ارمنی‌شدن نسخه اصلی می‌دانند که به منظور مشروعیت بخشیدن به تابعیت کلیسای آلبانیای قفقازی از کلیسای رسولی ارمنی ایجاد شده است. اگر یغیشه شاگرد خود عیسی بوده و توسط یعقوب منصوب شده باشد، او برابر با تداوس می‌شود و بدین ترتیب کلیسای آلبانی از همان ابتدا به صورت رسولی شناخته می‌شود. گمان می‌شود که افسانه یغیشه تحت تأثیر کلیسای ارمنی تغییر یافته باشد، ماهه و آلکسی‌دزه پیشنهاد کرده‌اند که کیش، خوجاوند بعدها پایه‌ریزی شده تا افسانه را از منطقه چپ به آرتساخ ارمنی‌نشین منتقل کند. چندین نویسنده ارمنی استدلال کرده‌اند که یغیشه تنها اختراعی ذهنی از سوی راهبان آلبانی بوده است تا تسلط کلیسای ارمنی را از بین ببرند. طبق گفته الکسان هاکوبیان، افسانه توسط کاتولیکوس آلبانیای قفقازی، یحیی‌زار (۶۸۳–۶۸۹) اختراع شده تا کلیسای خود را مستقل از کلیسای ارمنی تأسیس کند.

### سفر
چندین تلاش برای شناسایی نشانه‌های سفر یغیشه صورت گرفته است. هیرومونک الکسی (نیکنوروف) پیشنهاد کرده است که ساهارن را با زرِیخ، زرگُین را با یارگون و هومِنگ را با گلمتس شناسایی کنند. مکار بارخوداریانتس و آراکیلیان از سوی دیگر، هومِنگ را با یک روستایی که آذری‌نشین بوده است شناسایی کرده‌اند.

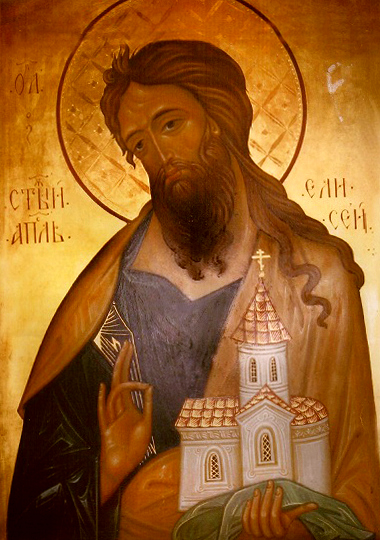
تصویر قدیس الیشع در کلیسای جامع مربه‌دستان مقدس

## پرستش
پرستش یغیشه پیروان زیادی در مناطق مسکونی اوودی داشت. در نامه‌ای مورخ ۲۰ مارس ۱۷۲۴ که توسط مردم اوودی شکی به پتر اول ارسال شد، او به عنوان روشنگر «ملت آلبانی» شناخته شد. شاگردان او، ولَس شهید و کومراد نیز مورد احترام بودند. بر اساس افسانه، کلیسای سنت یغیشه در نیج در سال ۱۸۲۳ بر روی قبر ولَس ساخته شد. دیگر کلیساهایی که به نام یغیشه نام‌گذاری شده بودند، شامل کلیسای کیش، کلیسای سنت یغیشه در ورتاشن و سنت یغیشه از خوشکشِن بودند. جشن یغیشه در همان روز پنج‌شنبه صعود برگزار می‌شد، در حالی که جشن کومراد سه روز بعد بود. با این حال، در روستای بوم آذربایجان، جشن یک هفته بعد برگزار می‌شد.
برخلاف کرانه چپ رودخانه کورا، پرستش یغیشه در قره‌باغ به گستردگی یافت نشد. در کرانه راست، تنها دو مکان مذهبی مسیحی نام او را بر دوش دارند: صومعه یغیشه آرکیال و صومعه یغیشه آرکل از گیشی. طبق یکی از دیدگاه‌ها، نام صومعه نخست به اشتباه به معنای عامیانه است و در واقع صومعه به نام یک مرد شجاع جوان به نام یغیش نام‌گذاری شده که توسط یک حاکم محلی در حالی که برای دفاع از آبرویش با همسرش می‌جنگید، کشته شد.